# Louis Anastay
Louis Anastay, né le 12 juin 1866 à Lyon et mort guillotiné le 9 avril 1892 à Paris, est un criminel français.

## Biographie
Né le 12 juin 1866 au no 1 de la Grande place de la Croix-Rousse, Louis-François Anastay est le fils d'un pharmacien, Louis-André Anastay (1834-19..). Vers 1871, ce dernier s'installa à Paris, d'abord boulevard de Magenta puis au no 16 du boulevard des Filles-du-Calvaire, où habitait notamment la baronne Dellard (1816-1891). Celle-ci était la fille du général Boulart, la mère du fonctionnaire Paul Dellard (1847-1904), commis au ministère de la Guerre, ainsi que la tante de l'épouse du député Jules Gévelot. Le jeune Louis devint l'ami du fils des domestiques de la baronne et montait ainsi souvent chez cette dernière.
Après avoir été externe au lycée Charlemagne, Louis Anastay dut interrompre ses études à cause des problèmes financiers de son père. Or, Paul Dellard connaissait le commandant d'un régiment d'infanterie, en garnison à Dijon, qui pourrait permettre au jeune homme, s'il s'engageait, de suivre des cours et de préparer les examens de Saint-Cyr. Anastay suivit les conseils du baron et s'engagea dans l'armée, assista aux cours du lycée de Dijon et fut admis à la célèbre école militaire à l'issue du concours de 1887 (242e sur 451).
Le 1er octobre 1889,, il devint sous-lieutenant au sein du 158e régiment d'infanterie, en garnison à Modane puis à Lyon. Il se signala défavorablement par ses dettes de jeu et ses mœurs scandaleuses : il avait plusieurs maîtresses, dont une jeune danseuse et prostituée espagnole, Mlle Gonzalès. L'armée le mit finalement en non-activité le 20 novembre 1891 en prenant pour prétexte des troubles de la vue.
Afin d'éponger ses dettes, il écrivit à son père, mais celui-ci pouvait difficilement l'aider : quelques jours plus tôt, le pharmacien avait été condamné à un mois de prison et 200 francs d'amende pour exercice illégal de la médecine,.

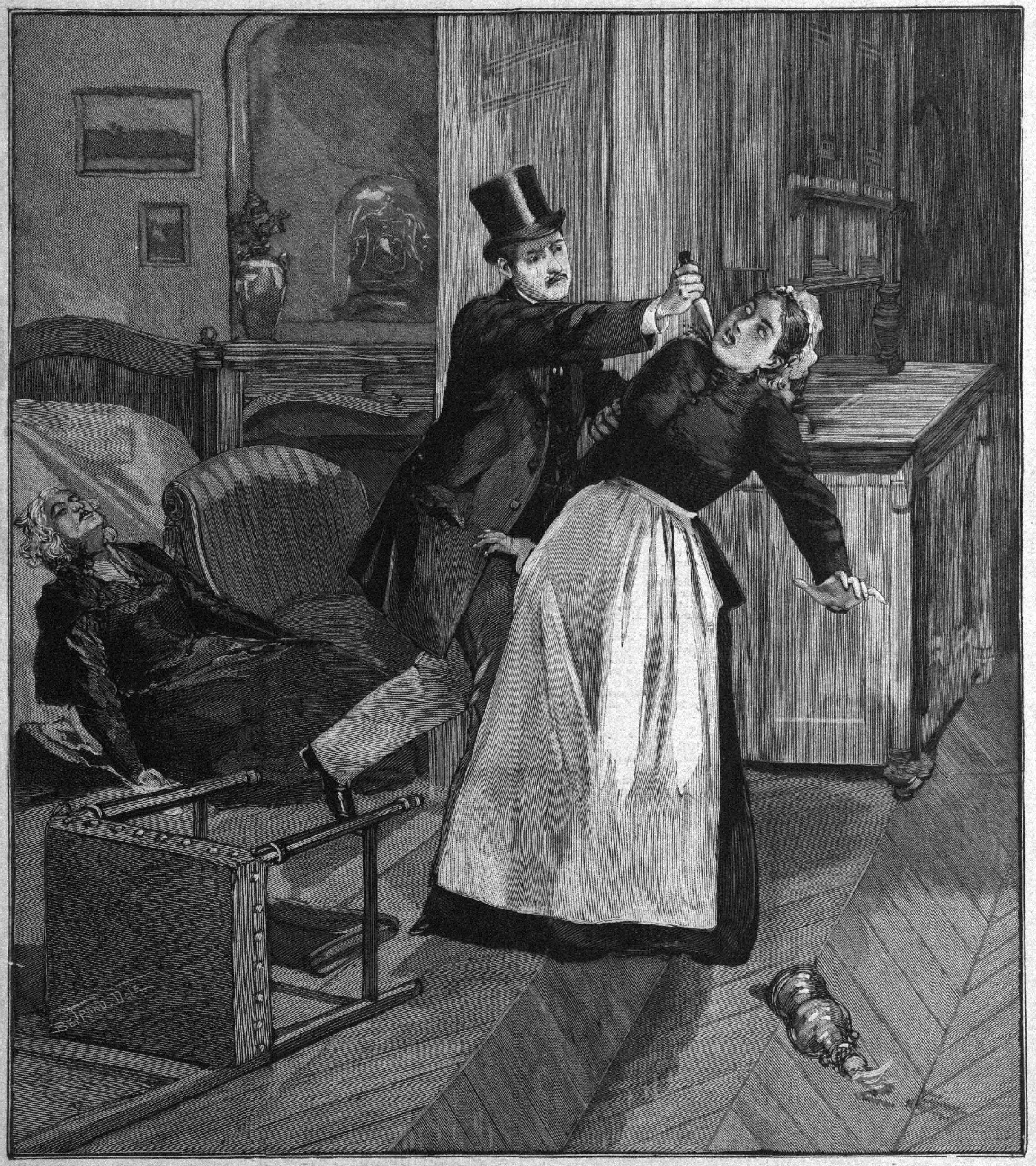
Le « crime du boulevard du Temple » vu par Beltrand-Dété pour le supplément illustré du Petit Parisien du 13 décembre 1892.

Alors qu'il était au abois et fomentait déjà un crime crapuleux, Louis Anastay se procura deux couteaux au Grand Bazar de Lyon avant de se rendre à Paris le 2 décembre. Le 4 décembre, il y retrouva la baronne Dellard, qui habitait alors au no 42 du boulevard du Temple et qu'il égorgea. Ayant échoué à trouver rapidement de l'argent dans l'appartement de sa victime, il fut mis en fuite par l'arrivée de la bonne, Delphine Houbre, qu'il blessa grièvement sans parvenir à la tuer.
Plusieurs témoignages et indices permirent aux enquêteurs de remonter jusqu'à Anastay. Resté à Paris, celui-ci fut arrêté au no 19 de la rue de Valois le 24 décembre 1891. Après avoir nié les faits pendant quelques jours, Anastay finit par avouer en présence du juge d'instruction Poncet, du chef de la Sûreté, Goron, et du député Gévelot, parent de la victime.

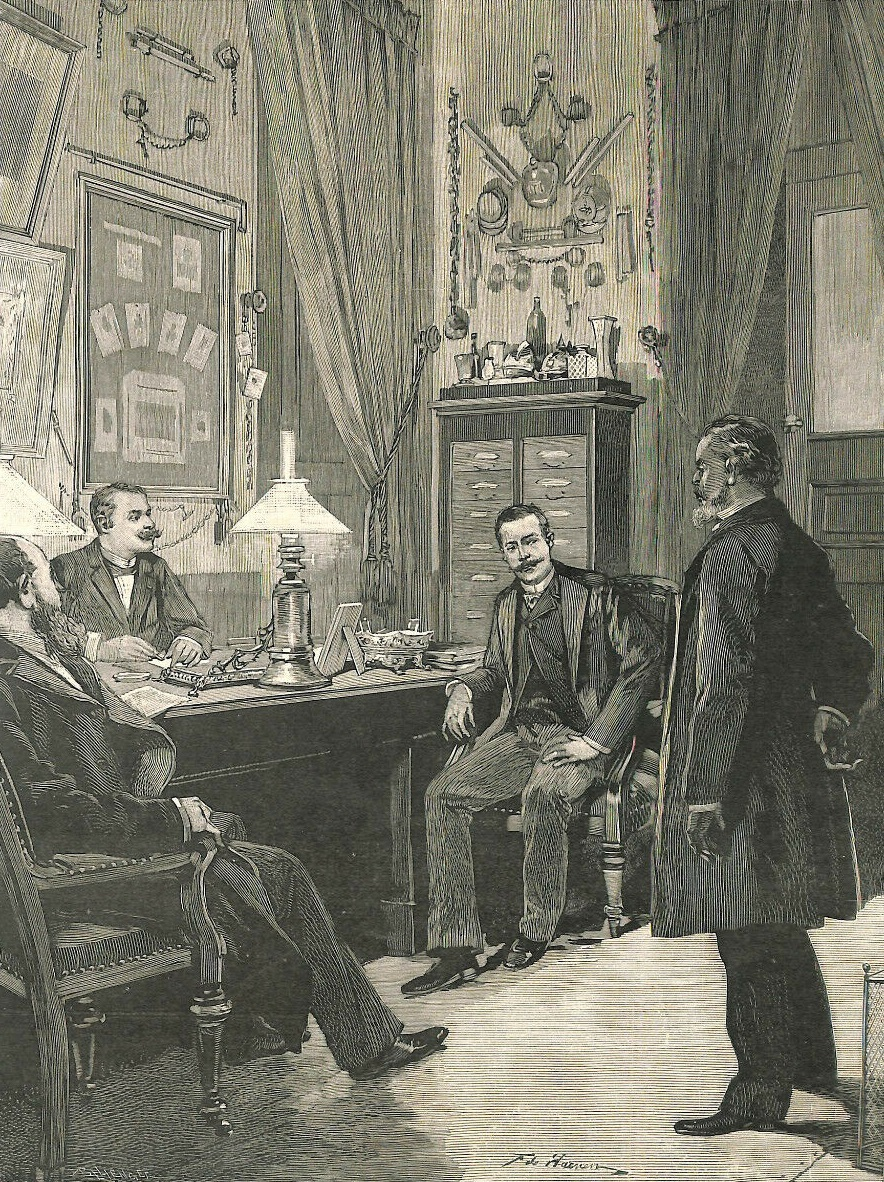
Aveux d'Anastay, par Frédéric de Haenen. De gauche à droite : le juge d'instruction Poncet, le commissaire Goron, Anastay, et le député Gévelot (L'Illustration, 2 janvier 1892).
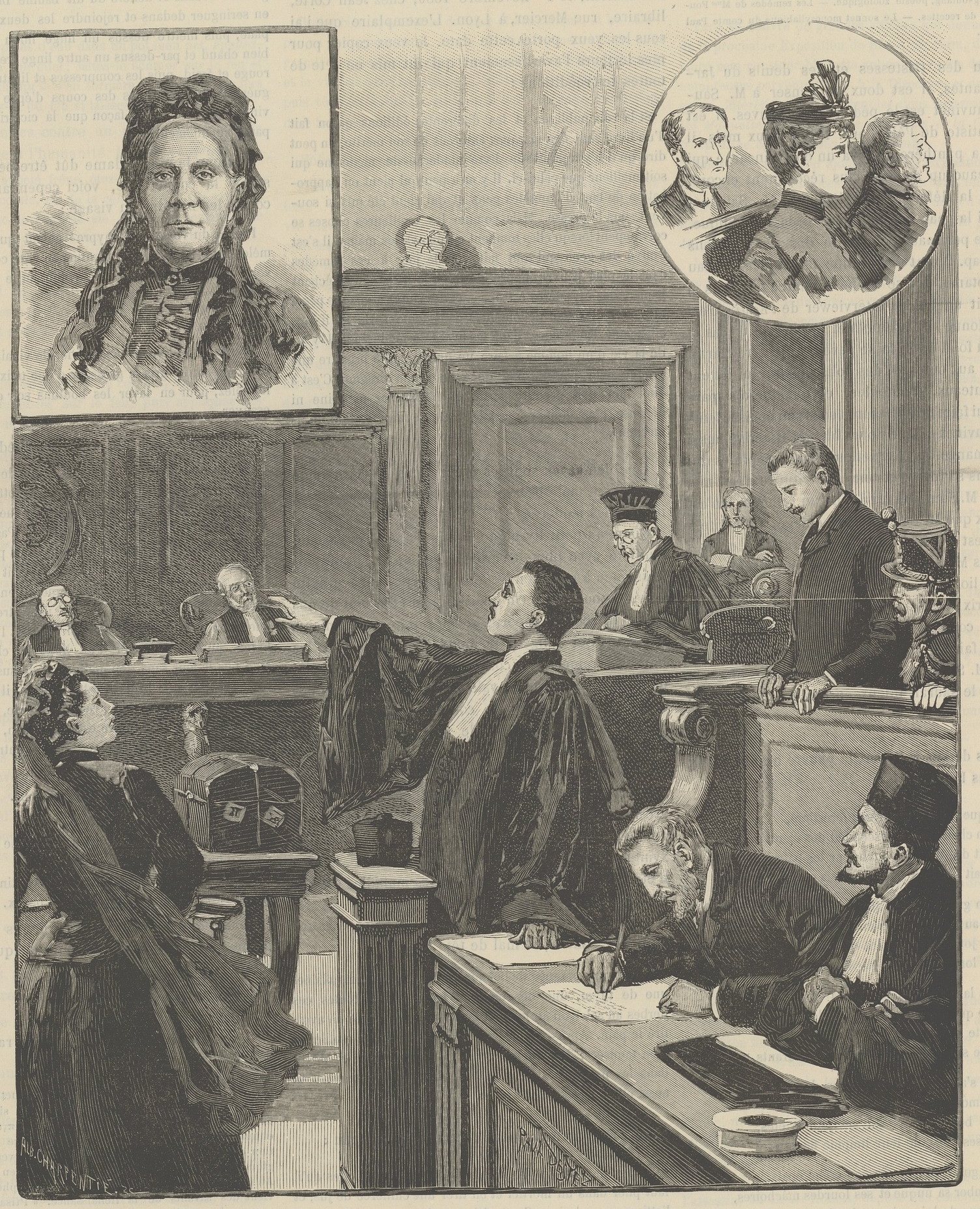
Procès d'Anastay, par Paul Destez. Portraits en médaillons : la baronne Dellard et Mlle Gonzalès, respectivement victime et maîtresse d'Anastay (L'Univers illustré, 5 mars 1892).

Jugé en cour d'assises les 25 et 26 février 1892 sous la présidence de Lucien Pillet Desjardins et défendu par l'avocat Henri-Robert, Anastay fut condamné à mort à l'unanimité, le jury ayant suivi les conclusions de l'avocat-général, Jean Cruppi. Il fut exécuté à l'aube du 9 avril suivant, dans la cour de la prison de la Roquette, par Louis Deibler. Il fut ensuite inhumé dans le carré des suppliciés du cimetière d'Ivry.
Le nom d'Anastay ayant été durablement frappé d’infamie, le frère cadet de Louis, Léon Anastay (1869-1907), étudiant en médecine, fit substituer le nom de Bassaget (patronyme de sa grand-mère paternelle) à son patronyme (décret du 4 juillet 1893). Il mourut brutalement le 23 juillet 1907 lors d'une violente dispute conjugale.